# Smilax pottingeri
Smilax pottingeri là một loài thực vật có hoa trong họ Smilacaceae. Loài này được Prain miêu tả khoa học đầu tiên năm 1900.